# Cicindela puritana
Cicindela puritana е вид бръмбар от семейство Cicindelidae. Видът е застрашен от изчезване.

## Разпространение
Разпространен е в САЩ (Кънектикът, Масачузетс и Мериленд).